# Vitale Candiano
Vitale Candiano (ca. 966–1017) var den 24. doge i Venedig. 

## Biografi
Han var formentlig den 4. søn af den 22 doge, Pietro 4. Candiano. Han blev valgt af folkeforsamlingen i september 978. Dette skete efter at han havde måttet flygte til Sachsen på grund af oprøret mod hans far. Hans forgænger Pietro 1. Orseolo havde forladt Venedig for at blive munk. Vitale abdicerede frivilligt efter at have været doge i 14 måneder.

### Forhold til det vestlige kejserrige
Til tider var forholdet mellem Venedig og det tysk-romerske kejserdømme stormfuldt, for i 976 gjorde indbyggerne i Venedig oprør og dræbte dogen Pietro 4. Candiano. Uanset at han var en despotisk leder fik han støtte fra den tysk-romerske kejser og gennem sit andet ægteskab var han i familie med både Otto 2.'s familie og kongen af Italien.

### Abdikation
14 måneder efter at være blevet valgt til doge, abdikerede Vitale Candiano af helbredsårsager. Han trak sig tilbage til klosteret Sant'Ilario og levede som munk. I 1017 døde han i klosteret og blev begravet der.

## Eksterne kilder
- Venedig